# Alio Die
Alio Die is de artiestennaam van de Italiaanse ambientcomponist en producent Stefano Musso (Milaan, 24 maart 1968). Zijn werk is minimalistisch en vrij onveranderlijk en wordt gekenmerkt door het gebruik van drones en electronisch gemanipuleerde akoestische geluiden. Zijn werk wordt wel vergeleken met de Indiase raga omdat ook deze vaak bestaat uit een voortdurende toon.
Stefano Musso studeerde kunst en elektronica en begon met muziek maken in 1989. De eerste plaat kwam uit in 1990. In 1992 bracht hij Under an Holy Ritual uit, die in 1993 werd heruitgegeven door een Amerikaans platenlabel. Vervolgens bracht hij meer dan 20 cd's uit. Musso werkte onder anderen samen met Robert Rich, Amelia Cuni en de Belgische muzikant Vidna Obmana.